# 潮が舞い子が舞い
『潮が舞い子が舞い』（しおがまいこがまい）は、阿部共実による日本の漫画。『別冊少年チャンピオン』（秋田書店）にて2019年4月号から2023年7月号まで連載。また、同号掲載分を同社のWEBコミックサイト『マンガクロス』にて2019年4月11日から公開したのち、同サイトでも4月18日から2023年6月8日まで並行して連載。略称は「潮舞い」。
海辺の田舎町にある公立高校の2年4組の生徒達を中心とする「あかんたれで愛おしい日常」を阿部独特の台詞回しで描く。紹介文に「男子も女子も、みんなが主人公。」とあるとおり、回ごとに様々な人物に焦点が当てられ、人物像や周囲との関係性が掘り下げられていく。

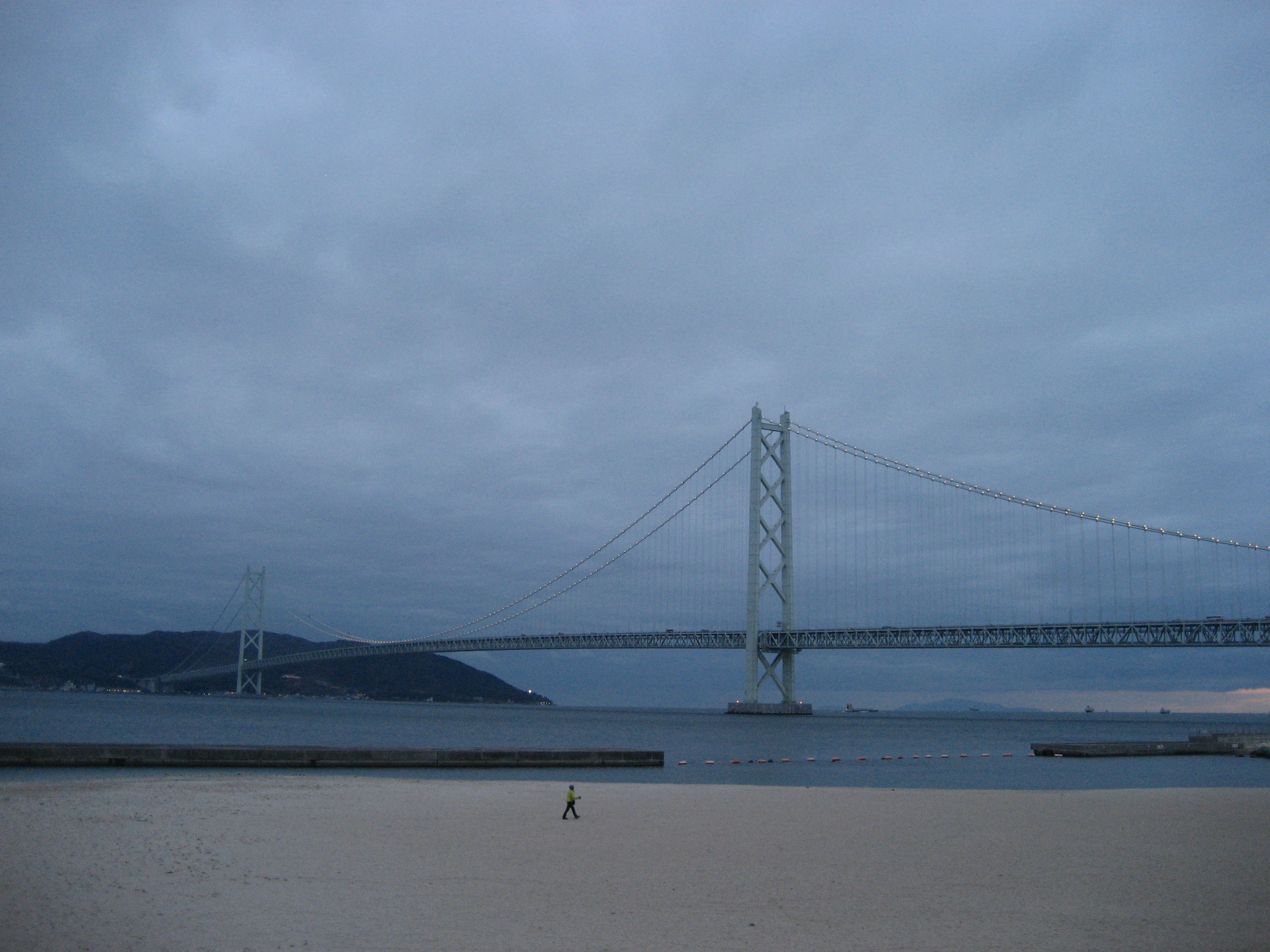
作中でたびたび描かれる舞子海水浴場と明石海峡大橋。

舞台の「田舎町」は関西圏に位置することが作中で明言されており、舞子公園やマリンピア神戸や名谷駅など兵庫県神戸市舞子周辺の風景が登場する。登場人物の会話は一部を除いて関西弁ではなく共通語で展開されるが、阿部は「漫画としてわかりやすいように基本標準語に翻訳してる感じで、実際はみんなその地方の方言を使ってるイメージです。」と発言している。

## 登場人物
単行本の登場人物一覧の並び順に準拠。

### 2年4組の生徒
[四元素]
水木 祐樹（みずき ゆうき）
火川・風越・土上とよくつるんでいる、女子慣れしていない典型的な思春期男子。ただし、幼馴染の百々瀬とは恋仲を噂されるほど親密。また誰に対しても気配り上手で、本人は無自覚だが女性陣からの評価は高い。高台の団地に住んでいる。拓海（たくみ）という小学4年の弟と大地（だいち）という小学生（学年未詳）の弟がおり、百々瀬の弟妹ともども可愛がっている。スーパーマーケットでアルバイトをしている。第三中学出身。
火川（ひかわ）
長身で顔は良いが、ご近所の百々瀬を除いて女子との絡みがほとんどない男子。中学時代に水木の住む団地に転入してきた。第三中学出身。
風越（かざこし）
褐色の肌と八重歯が特徴の男子。元気なお調子者だが純情で、異性を前にするとギクシャクしてしまう。第二中学出身。
土上（つちがみ）
委員長を務めている小柄な男子。頭が良く温厚だが、子供っぽく駄々をこねることもある。筋金入りのオタクで、右佐や前島とも仲が良い。
[合計10,250]
百々瀬 奏（ももせ かなで）
口が悪くツッコミ鋭いが、面倒見の良い女子。水玉模様の髪留め・蝶ネクタイ・リュックを身につけている。水木とは幼稚園時代からの幼馴染で家族ぐるみの付き合いがあり、周囲に冷やかされるなかで異性として意識しつつある。肇（はじめ）という中学2年の弟、彩音（あやね）という小学4年の妹、大祐（だいすけ）という小学生（学年未詳）の弟がいる。第三中学出身。
一万田（いちまんだ）
見た目も言動も子供っぽい女子。百々瀬になついている。漫符によって発言したことが表現され、他の人物に「○○だって？」と反応される描写がよくある。唐突に突飛な三段論法で語り出すことがある。火川に好意を寄せていたが、レンタルビデオ店でR-15作品を吟味する姿にあっさり冷めた。
五十嵐（いがらし）
面白いことが好きな女子。百々瀬や一万田とよく一緒にいる。冗談や皮肉をよく言うが、概ね常識の範囲内で、同級生の馬鹿騒ぎには加勢せず遠巻きに見守ることが多い。
[右前]
右佐 功太（うさ こうた）
強がりで中二病だが、根は人見知りで真面目なオタク男子。驚いたり焦ったりすると髪がウサギ耳のように逆立つ。思春期相応にむっつりすけべで女子が苦手だが、何かと柚下や虎美達と絡みがあり赤面する。一方、後谷との絡みでは先輩らしい冷静な対応を見せる。母親からの呼び名は「功太」「こーちゃん」。第一中学出身。
前島（まえじま）
眼鏡をかけたオタク男子。性的嗜好は変わっているが常識人で、狼狽しがちな右佐をよくフォローしている。水木や火川達とも仲が良く、水木から「前ちゃん」と呼ばれている。眼鏡で普段は隠れているが、瞳がきれい。第三中学出身。
[アニマルズ]
虎美 結（とらみ ゆい）
気が強くて曲がったことが嫌いな女子。犀賀や狐塚とよく一緒にいる。言動や嗜好が子供っぽい一面もあり、意外に右佐と趣味が合う。教師公認で常にパーカーを着ている。第三中学出身。
犀賀（さいが）
小悪魔的な言動とグラマーな体型で男子から人気を集める女子。暖色系のニットを着ている。社交的だが、本人いわく人見知り。可愛いもの好きで、狐塚と一緒になって、虎美の言動を愛でたり、右佐をからかってウブな反応を楽しんだりしている。旅屋とも親しい。学校から離れた、街の喫茶店でアルバイトをしている。第二中学出身。
狐塚（こづか）
切れ長の目の女子。黒色のニットを着ている。犀賀や虎美と比べて口数控えめでスレンダーだが、言動は犀賀以上に小悪魔的で、右佐をはじめとするウブな男子生徒達を的確に翻弄する。第三中学出身。
[カラーズ]
黒羽根（くろばね）
ヤンキーグループの中心男子。見た目や口調は威圧的だが、根は真面目で、同級生から避けられていることを気にしている。枇杷谷とは小学校からの幼馴染。第二中学出身。
白樺（しらかば）
ヤンキーグループの男子。制服を大きく着崩していて言動も軽薄だが、オタク的な趣味もあり、水木や右佐にも気さくに絡む。普段は長い前髪で隠れているが、オッドアイ。同級生達の物真似が得意。
赤桐（あかぎり）
ヤンキーグループの男子。大柄な体格で見た目は怖いが、言動はまとも。
黄金井（こがねい）
ヤンキーグループの男子。まろ眉。
[フルーツ]
柿境（かきざかい）
眼鏡をかけたオタク女子。恋愛に興味津々で、男子と接点が少ないことを気にしている。枇杷谷・柚下とは「東アジア女子会機構」を結ぶ仲。一見地味だが、意外とノリがいい。第一中学出身。
枇杷谷 真奈美（びわたに まなみ）
頭にカチューシャを付け、ジャージの上からスカートを履くオタク女子。男子や恋愛話に冷めた態度を取るが、黒羽根とは比較的よく話す。典型的なツンデレ気質。実家は大衆食堂。第二中学出身。
柚下（ゆのした）
グラマーな体型と八重歯、お団子ヘアが特徴のオタク女子。天然気味で母性豊かだが、暴力的なゲームが好き。男子ウケする容姿と性格を柿境に羨ましがられ、オタク男子とも仲が良いが、本人は恋愛に興味がない。第二中学出身。
[趣味人]
釣岡（つるおか）
人気者グループの中心男子。明るくて面白くて性格も優しいが、人に嫌われるようなネガティブな言動を表に出さないため、中学時代に「八方美人のおべっかやろう」と陰口されていた過去がある。滝中学出身。
車崎（くるまざき）
人気者グループの男子。他人の悪口であろうと思ったことは口に出すタイプで、本人もそのことで周囲に嫌われていないか気にしている。また、けなすような冗談で相手の気を引こうとする癖がある。滝中学出身。
旅屋（たや）
人気者グループの女子。スタイルが良く垢抜けた派手な恰好をしているが、普段絡まないグループの生徒にも気さくに接するため、男子からの人気が高い。釣岡とは浅からぬ仲。滝中学出身。
歌野（かの）
人気者グループの女子。ツインテールでアヒル口。瞳の中が三角形で表現されている。旅屋にべったり付いて、独特のボケをかまし合っている。滝中学出身。
縫部 萌（ぬいべ もえ）
人気者グループの女子。大きなリボンでポニーテールにしている。長身で、読者モデルをしている。目付きが悪く尊大で毒舌だが、実は打たれ弱くて純粋な乙女。滝中学出身。
[ウェポンズ]
刀禰 勇之助（とね ゆうのすけ）
ガリ勉男子グループの1人。真面目で恋愛話や下ネタに耐性がなく、グループ内でもいじられキャラだが、ツッコミは鋭い。美術部。課外学習後の帰り道で一緒になって以来、バーグマンを意識するようになる。縫部とも何かと絡みが多い。第一中学出身。
剣持（けんもち）
ガリ勉男子グループの1人。小太り。口数が多く、話題や主張をころころ変える。帰宅部。滝中学出身。
槍原（うつぎはら）
ガリ勉男子グループの1人。細目。グループ内で一番常識的で落ち着いている。美術部。
弓立（ゆだち）
ガリ勉男子グループの1人。眼鏡をかけている。卑屈。姉と2人暮らし。帰宅部。
斧生（おのお）
ガリ勉男子グループの1人。目付きが悪く、面倒臭がり。帰宅部。滝中学出身。
[無所属]
真鈴 バーグマン（まりん バーグマン）
北欧系の血を引く美貌（ただし日本育ちで日本国籍）や安易に群れない凛とした佇まいから、誰もが認める孤高の美人。しかしその実は独特の人生哲学を胸に秘めた極度の人見知りで、心を許す百々瀬がいる場では、打って変わって大声で持論を展開する。普段同級生に対しても敬語で接するが、「何をがたがた言ーとんのじゃ」のようにいかつい関西弁が飛び出すこともある。港中学出身で、隣の市から通学している。
[ウェザーズ]
晴原（はるはら）
ぽっちゃり体型の女子。常識的だが、思っていることを人にうまく伝えるのが苦手。雨窪や雲出とよく一緒にいる。
雨窪（あまくぼ）
長身で寡黙な女子。怖い印象を持たれがちだが、本当は心優しい恥ずかしがり屋。水木達と同じ団地に住んでいる。
雲出（くもいで）
常に関西弁で話す小柄な女子。猫のような大きな目が特徴。マイペースだが、友達思いで裏表のない性格。
[大中小]
大垣内（おおがいと）
ロングヘアの小柄な女子。中畔や小笠原といつも馬鹿騒ぎしている。潔癖症。
中畔（なかぐろ）
ツーサイドアップの小柄な女子。叫んだり駄々をこねたりするなど言動に癖があり、特に水木に過剰反応してしまうが、大垣内や小笠原相手だとツッコミ役になる。中畔の登場シーンでは「ふみー」や「ぐろろろろろろ」など独特の擬態語が使われる。
小笠原（おがさわら）
ショートヘアの長身の女子。口を開け、どこを見ているのか分からない目付きをしていることが多い。不意を突く突飛な言動で大垣内と中畔を翻弄する。

### その他の生徒・教員
那智（なち）
2年4組の担任を務める若い男性。冷静で大人びているが、顔立ちが幼く、やや堅物な性格も相まってよく生徒にいじられている。
摩耶（まや）
2年4組の副担任を務める若い女性。教育者らしからぬラフでルーズな言動が多く、よく生徒と一緒にふざけて那智に注意されている。
氷室 静子（ひむろ しずこ）
1年生女子。水木や百々瀬とは小中高と同じ幼馴染で、水木とはアルバイト先も同じ。口数が少なく表情も硬いクールビューティーだが、水木への好意を胸に秘めており、後谷相手に水木の話をしだすと饒舌になる。第三中学出身。
後谷（うしろだに）
1年生女子。氷室とよく一緒にいる。同級生男子には大人ぶって塩対応しているが、中学時代からの知り合いである右佐を前にすると、好意の裏返しで小学生男子のような挑発を繰り返す。第一中学出身。
砲（おおづつ）
1年生男子。長身で、口元と頬にホクロがある。可愛いものが好き。円・槌江とよく一緒にいる。第一中学出身。
槍原 円（うつぎはら まどか）
1年生男子。やや軽薄で厚顔だが、年上相手にも臆さず絡んでいくコミュニケーション能力の高いイケメン。実は2年4組の槍原の弟で、兄に対しては甘えん坊。
槌江（つちえ）
1年生男子。見た目や行動が子供っぽい。人見知り。後輩である肇に先輩面したがるが、仲の良い先輩である水木達からは子供扱いされている。第三中学出身。

### その他
湖港（こみなと）
水木家の隣りの部屋に住む若い女性。レンタルビデオ店でアルバイトをしている。プロの漫画家だが、漫画家であることは水木以外の団地住人に隠している。愛煙家。摩耶とは高校の同級生で飲み仲間。
浜（はま）
水木達と同じ団地に住む若い男性。働いていたコンビニが潰れて以来無職で、すぐに自己否定してしまう。人付き合いが苦手だが、水木や火川とはゲームや漫画の話で一緒に盛り上がる仲。那智とは中高時代の友人。
マスター
学校周辺に住む眼鏡をかけた中年男性。摩耶と湖港が行きつけにしているバーのマスターで、オタク。刀禰の母方のおじで、姓は帯刀（たてわき）。
タッさん
学校周辺に住む丸顔の年配男性。自ら「令和時代の80代」と言うだけあって、歳のわりにエネルギッシュで型にはまらない。刀禰の母方の祖父で、マスターの父。
御崎（みさき）
水木のアルバイト先の後輩男性で、年齢は水木よりも上。偏見が強い。自分探しのために埼玉県から転居してきた。
羽坂（はさか）
水木のアルバイト先で副主任を務める若い女性。ガチャピンのような丸い目が特徴。常識人だが、酒を飲むとたがが外れる。
平野（ひらの）
水木のアルバイト先で主任を務める若い女性。くだけた性格で面倒見が良い。

## 書誌情報
単行本では、雑誌・ネット掲載時と話の順番が入れ替わることがあるほか、各話のタイトルは省略される。単行本カバーは白地に収録話にちなむ1コマを配したシンプルなデザイン。3巻から7巻まで、カバー下や巻末にオマケ漫画（作者がブログで発表したもの）が掲載されている。
- 阿部共実『潮が舞い子が舞い』秋田書店〈少年チャンピオン・コミックス〉、全10巻
  1. 2019年9月6日発売[9]、ISBN 978-4-253-25238-6
  2. 2020年1月8日発売[6]、ISBN 978-4-253-25239-3
  3. 2020年5月8日発売[10]、ISBN 978-4-253-25240-9
  4. 2020年10月8日発売[11]、ISBN 978-4-253-25243-0
  5. 2021年2月8日発売[12]、ISBN 978-4-253-25245-4
  6. 2021年7月8日発売[13]、ISBN 978-4-253-25246-1
  7. 2022年1月7日発売[14]、ISBN 978-4-253-25249-2
  8. 2022年6月8日発売[15]、ISBN 978-4-253-25250-8
  9. 2023年2月8日発売[16]、ISBN 978-4-253-25257-7
  10. 2023年8月8日発売[17]、ISBN 978-4-253-25300-0

### 作中からの出典
1. ↑  1巻第8話
2. 1 2  4巻第42話
3. 1 2 3 4  3巻第29話
4. 1 2  3巻第33話
5. ↑  下の名前の初出は1巻第1話
6. ↑  1巻第4話で湖港が「高校生なのに気づかいすごいね もてるでしょ」、3巻第23話で旅屋が「裏人気ありそう」と発言している。
7. ↑  4巻第38話時点
8. ↑  3巻第32話
9. 1 2 3  1巻第6話
10. ↑  3巻第23話で旅屋が「何気に火川って顔はけっこうかっこよめだよね」と発言している。
11. ↑  2巻第2話
12. ↑  下の名前の初出は4巻第38話
13. ↑  1巻第11話時点
14. ↑  2巻第12話時点
15. 1 2 3  1巻第5話
16. ↑  1巻第2話や3巻第26話など
17. 1 2  1巻第2話
18. 1 2  下の名前の初出は2巻第19話
19. ↑  2巻第19話、3巻第25話
20. 1 2  5巻第53話
21. 1 2 3  3巻第23話
22. 1 2  4巻第38話
23. ↑  4巻第39話
24. 1 2  5巻第55話
25. 1 2 3 4  2巻第19話
26. 1 2 3  1巻第8話
27. 1 2 3 4  4巻第44話
28. ↑  3巻第27話
29. 1 2  2巻第20話
30. ↑  下の名前の初出は4巻第44話
31. ↑  8巻第79話で柿境に「さすが令和に生き残りしツンデレ」と言われている。
32. 1 2 3 4 5 6 7  2巻第15話
33. ↑  6巻第63話、第65話など
34. ↑  下の名前の初出は3巻第28話
35. 1 2 3 4 5 6 7  3巻第28話
36. ↑  5巻第52話
37. ↑  下の名前の初出は第7巻第77話
38. 1 2 3  4巻第36話
39. ↑  2巻第16話で刀禰が「槍原だけだよまともな奴」と発言している。
40. ↑  ファーストネームの初出は1巻第5話
41. ↑  1巻第5話
42. ↑  1巻第5話で虎美が「すげえ美人」、2巻第17話で旅屋が「ばりくそ可愛い」、4巻34話で水木が「あのおしとやかで可憐で孤高のバーグマンさん」、同話で百々瀬が「黙っていたら絵に描いたような美女」と発言している。
43. 1 2  4巻第34話
44. ↑  5巻第47話
45. ↑  4巻第37話
46. ↑  1巻第9話など
47. ↑  2巻第21話など
48. ↑  下の名前の初出は5巻第54話
49. 1 2  5巻第54話
50. ↑  6巻第64話など
51. ↑  8巻84話
52. ↑  姓の初出は8巻第87話
53. ↑  8巻第87話
54. 1 2  8巻第85話
55. 1 2  1巻第4話
56. ↑  5巻第51話
57. 1 2  7巻第77話
58. ↑  2巻第12話